# Thuần Mỹ
Thuần Mỹ là một xã thuộc huyện Ba Vì, thành phố Hà Nội, Việt Nam.
Xã Thuần Mỹ có diện tích 12,41 km², dân số năm 1999 là 5440 người, mật độ dân số đạt 438 người/km².